# Silvia Persico
Silvia Persico (Alzano Lombardo, 25 de julio de 1997) es una deportista italiana que compite en ciclismo en las modalidades de ruta, ciclocrós y grava.
Ganó una medalla de bronce en el Campeonato Mundial de Ciclismo en Ruta de 2022, una medalla de bronce en el Campeonato Mundial de Ciclocrós de 2022.
Además, obtuvo una medalla de plata en el Campeonato Mundial de Ciclismo en Grava de 2023 y una medalla de plata en el Campeonato Europeo de Ciclismo en Grava de 2024.

## Medallero internacional
| Campeonato Mundial | Campeonato Mundial     | Campeonato Mundial | Campeonato Mundial |
| Año                | Lugar                  | Medalla            | Competición        |
| ------------------ | ---------------------- | ------------------ | ------------------ |
| 2022               | Wollongong (Australia) | Medalla de bronce  | Ruta               |

| Campeonato Mundial | Campeonato Mundial            | Campeonato Mundial | Campeonato Mundial |
| Año                | Lugar                         | Medalla            | Competición        |
| ------------------ | ----------------------------- | ------------------ | ------------------ |
| 2022               | Fayetteville (Estados Unidos) | Medalla de bronce  | Individual         |

| Campeonato Mundial | Campeonato Mundial | Campeonato Mundial | Campeonato Mundial |
| Año                | Lugar              | Medalla            | Competición        |
| ------------------ | ------------------ | ------------------ | ------------------ |
| 2023               | Véneto (Italia)    | Medalla de plata   | Individual         |
| Campeonato Europeo |                    |                    |                    |
| Año                | Lugar              | Medalla            | Competición        |
| 2024               | Asiago (Italia)    | Medalla de plata   | Individual         |

## Palmarés

### Ruta
2022
- Gran Premio della Liberazione
- Memorial Monica Bandini
- 1 etapa de la Ceratizit Challenge by La Vuelta
- 3.ª en el Campeonato Mundial en Ruta

2023
- Flecha Brabanzona
- 2.ª en el Campeonato de Italia en Ruta

2024
- Gran Premio de Morbihan

### Ciclocrós
2023
- 3.ª en el Campeonato Mundial

### Grava
2023
- 2.ª en el Campeonato Mundial

2024
- 2.ª en el Campeonato Europeo en Grava